# Omelivka, Volodarsk-Volînskîi
Omelivka (în ucraineană Омелівка) este un sat în comuna Kraiivșciîna din raionul Volodarsk-Volînskîi, regiunea Jîtomîr, Ucraina.

## Demografie
Componența lingvistică a localității Omelivka
     Ucraineană (97,3%)
     Rusă (1,35%)
     Română (1,35%)
Conform recensământului din 2001, majoritatea populației localității Omelivka era vorbitoare de ucraineană (97,3%), existând în minoritate și vorbitori de rusă (1,35%) și română (1,35%).